# Едвін Фредерік О'Браєн
Едвін Фредерік О'Браєн (англ. Edwin Frederick O'Brien; нар. 8 квітня 1939 року, Нью-Йорк) — американський кардинал, великий магістр Лицарського ордену святого Гробу Господнього в Єрусалимі.

## Біографічні відомості
Народився в Бронксі в родині Едвіна Фредеріка та Мері О'Браєн. Закінчив духовну семінарію святого Йосифа в Йонкерсі і 29 травня 1965 року був рукоположений в сан священика архієпископом Нью-Йорка кардиналом Френсісом Спеллманом. Згодом він служив як військовий капелан у Збройних силах США, де отримав звання капітана. У 1971–1972 роках служив у В'єтнамі. У 1973 році він залишив службу в армії і поїхав на навчання в Рим, де захистив докторську дисертацію з богослов'я в Папському університеті святого Томи Аквінського, після чого повернувся до США і виконував там обов'язки віце-канцлера архідієцезії Нью-Йорка. У 1985–1989 і 1994–1997 роках він був ректором семінарії святого Йосифа, а в 1990–1994 роках — ректором Папської північноамериканської колегії в Римі.
6 лютого 1996 року Папа Римський Іван-Павло II призначив Едвіна О'Браєна єпископом-помічником Нью-Йорка, з титулярною єпархією Тизіки. 25 травня 1996 року відбулася його єпископська хіротонія (головним святителем був кардинал Джон Джозеф О'Коннор, архієпископ Нью-Йорка). 7 квітня наступного року єпископа О'Браєна призначили коад'ютором військового ординаріату США. 12 серпня 1997 року він став військовим ординарієм США.
12 липня 2007 року Папа Бенедикт XVI призначив архієпископа О'Браєна архієпископом Балтимора і почесним примасом США. Урочисте введення на престол архідієцезії Балтимора відбулося 1 жовтня того ж року.
29 серпня 2011 року Бенедикт XVI призначив архієпископа О'Браєна великим про-магістром Лицарського ордену святого Гробу Господнього в Єрусалимі, після відставки з цієї посади кардинала Джона Фолі.
18 лютого 2012 року Бенедикт XVI надав архієпископові О'Браєну сан кардинала-диякона з дияконством Сан-Себастьяно-аль-Палатіно, а 15 березня того ж року офіційно оголошено про його призначення великим магістром ордену Гробу Господнього.
21 квітня 2012 року кардинал О'Браєн був призначений членом Конгрегації Східних Церков, Конгрегації в справах католицької освіти і Папської ради «Cor Unum».